# Вольфґанґ Ротт
Вольфґанґ Ротт (нім. Wolfgang Rott, 28 листопада 1946) — західнонімецький хокеїст на траві.
Олімпійський чемпіон 1972 року, учасник 1968, 1976 років.